# Área metropolitana de Tegucigalpa y Comayagüela
El Área Metropolitana de Tegucigalpa-Comayagüela es una conurbación de América Central, constituyen la capital de la República de Honduras, con una población de 1,769,593  habitantes según el Instituto Nacional de Estadísticas (INE) para el 2024 siendo el primer el núcleo urbano en Honduras y el segundo de Centroamérica.
La migración campo-ciudad ha venido a incrementar la población en los terrenos aledaños, especialmente ubicados en las laderas de los numerosos cerros, muchos carentes de urbanización. Las ciudades de Tegucigalpa y Comayagüela han crecido de manera desorganizada en los últimos 50 años, debido a la falta de planificación de las mismas.
En la actualidad Tegucigalpa ha dejado atrás en modernidad de infraestructura a su hermana gemela Comayagüela la cual no ha recibido interés de parte de los Gobernantes de turno.

## Ciudades Gemelas

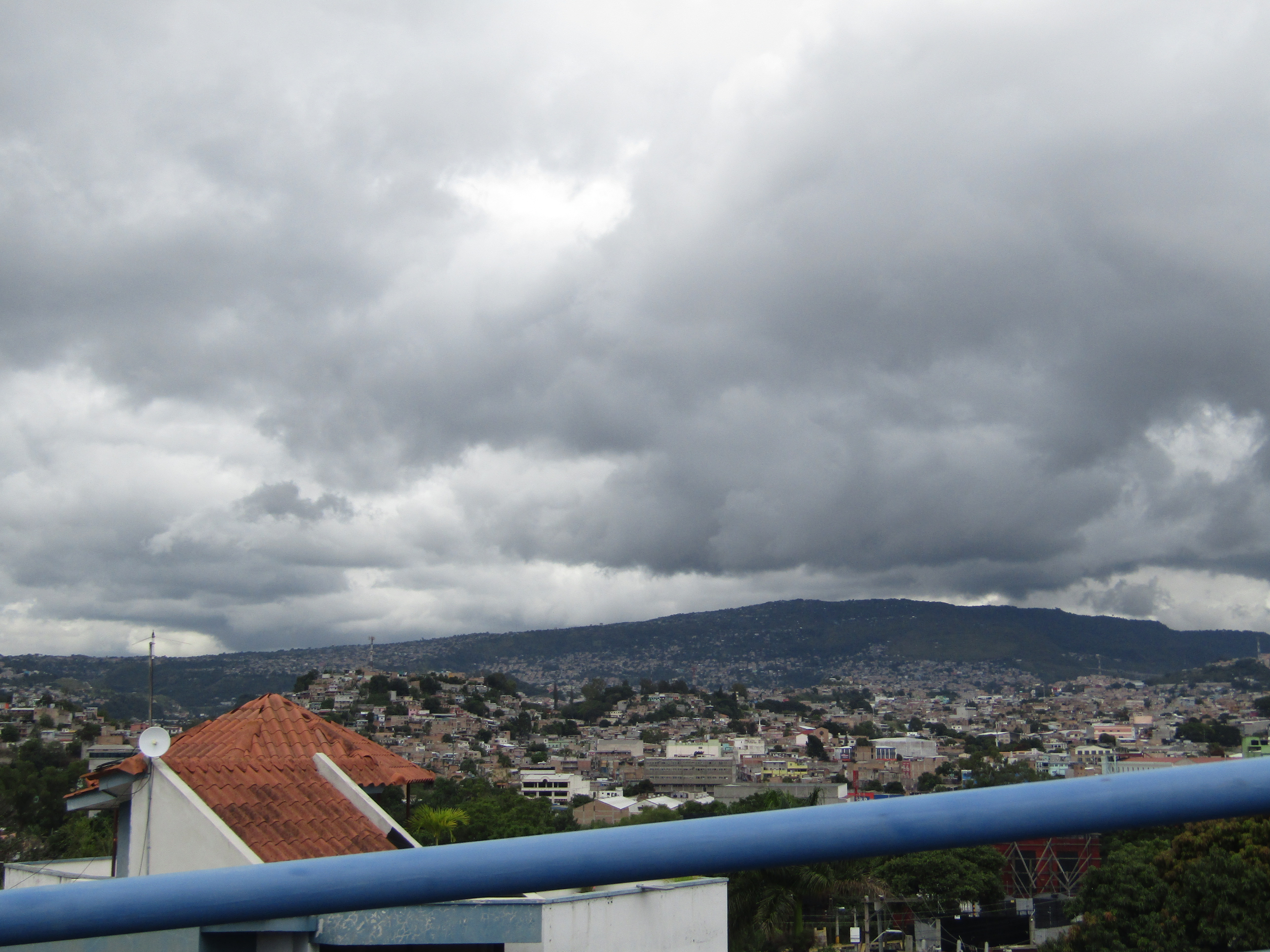
Vista panorámica de Comayagüela desde un paso a desnivel en Tegucigalpa.

Tegucigalpa y Comayagüela se localizan en el municipio del Distrito Central, son la sede constitucional del Gobierno de la República de Honduras. Tegucigalpa se encuentra al margen derecho del río Grande o Choluteca. Comayagüela está en el sector occidental de la ciudad y próxima al aeropuerto.

## Economía
Los rubros industriales más importantes de la ciudad son el comercio, construcción, servicios, textil, el azúcar y el tabaco.

## Transporte
La mayoría de las calles principales están pavimentadas, aunque en mal estado, lo que repercute negativamente en los vehículos y el tránsito en general, aunque con el mandato del alcalde Nasry Asfura se ha mejorado la circulación vehicular mediante el modernizamiento vial y construcción de puentes. La forma de transporte más utilizada es en automóvil, ya sea en buses urbanos e interurbanos, taxis, autos de alquiler y transporte privado o propio.
El aeropuerto principal es el Aeropuerto Internacional de Palmerola.